# Serra do Indaiá

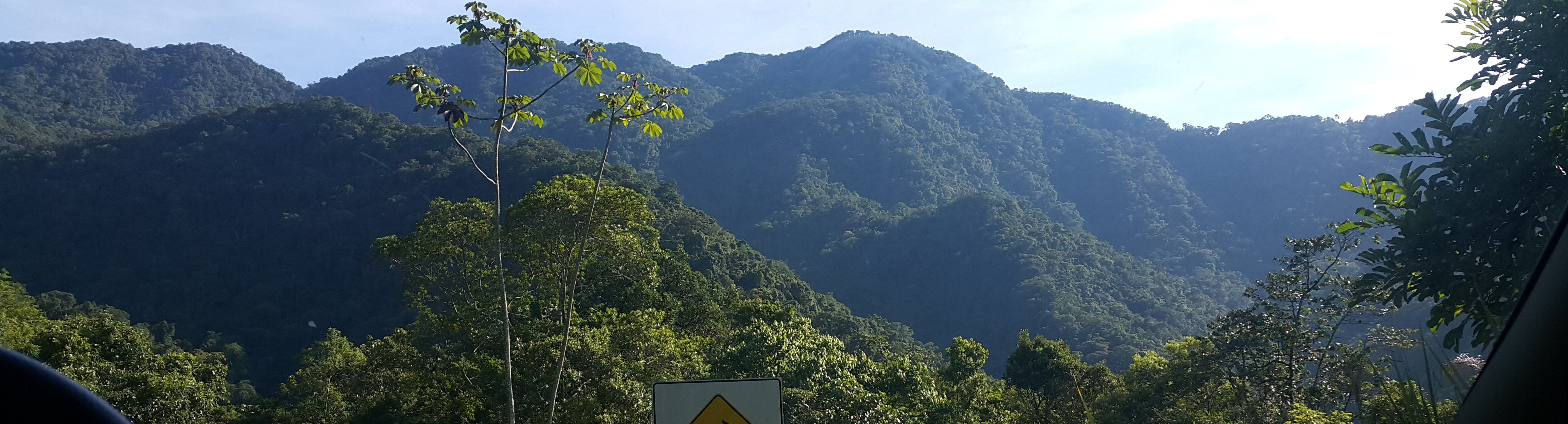
Trecho da Serra do Indaiá vista da Rodovia Oswaldo Cruz.

A serra do Indaiá é uma fracção territorial da serra do Mar. Localiza-se no município de Cunha (Brasil), abrange também as montanhas das cidades de São Luiz do Paraitinga, Ubatuba e Paraty. Sua vegetação pertence à mata Atlântica.
O nome « Indaiá » é atribuído popularmente a esta fracção da serra do mar pelo excesso de palmeiras-indaiá (« Attalea dubia ») que existem nesta área da mata.
A serra do Indaiá tem uma reserva florestal de 140 km², que está preservada pelo Parque Estadual da Serra do Mar, onde seu nome também é atribuído ao núcleo desta área, o Núcleo Cunha-Indaiá. Existe apenas uma via pública para automóveis sobre a serra, é a Rodovia Vice-Prefeito Salvador Pacetti.